# Y 7020
Les Y 7020 sont d’anciens locotracteurs diesels de la SNCF. Ces locotracteurs sont issus de la modernisation entre 1960 et 1962 par les Ateliers de Nevers Machines (ANM) d’engins livrés aux anciennes compagnies ferroviaires. Il se divisent en deux sous-séries :
- Les Y 7021 à 7032 construits par Baudet, Donon et Roussel, pesant 30 t pour les 8 premiers et 35 t pour les 4 derniers ;
- Les Y 7033 à 7038 construits par Renault et pesant 32 t.

## Histoire

### Origines

#### Locotracteurs Renault
Le Réseau de l’État commande initialement auprès de la firme Renault 2 locotracteurs de type UV, qui sont livrés en janvier 1935 et immatriculés ZZ 301 et 302. Une seconde commande est livrée en mars 1935 et les engins sont immatriculés ZZ 303 et 304. Deux locotracteurs supplémentaires sont livrés en août 1936 et immatriculés ZZ 2205 et 2206. Les ZZ 301 à 304 sont entretemps ré-immatriculés 2201 à 2204,. Ils sont équipés d'un moteur Renault de 130 ch. 
En remplacement d’un ancien locotracteur BDR à essence, la Compagnie de l’Est commande un seul locotracteur de type UV, livré en 1934, et l’immatricule T-2010.

#### Locotracteurs BDR
Le Réseau de l’État commande en juillet 1934 une série de 10 locotracteurs de type 8V175 HN7 auprès du constructeur Baudet, Donon et Roussel. La livraison s’étale d’août 1935 à avril 1936. Ils reçoivent l’immatriculation ZZ 0211 à 0220. Les 8 premiers engins sont équipés d’un moteur Renault 4A200 de 175 ch et les deux derniers d’un moteur Saurer BXDS à 6 cylindres en ligne de 175 ch.
En mai 1934, la Compagnie du Nord commande 3 unités de type 8V220 HN8. Ces engins sont livrés en juin 1935 avec les numéros de constructeur 357 à 359. Ils sont équipés d’un moteur diesel Frichs 6175 CA à 6 cylindres en ligne de 220 ch (construit sous licence par Corpet-Louvet), d’un embrayage Comète-Mécano et d’une boîte mécanique Cotal à 8 vitesses. Ils reçoivent les numéros 7 à 9.

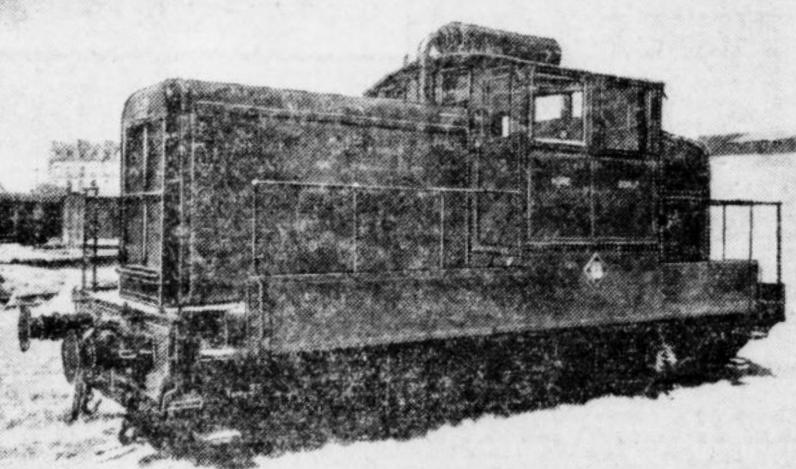
Locotracteur BDR livré au Nord.

### À la SNCF
En 1938, la SNCF immatricule les locotracteurs Renault LZZ R 13001 à 13006 pour ceux de l’État et LZZ R 12001 celui de l’Est. Les locotracteurs BDR sont immatriculés LZZ BD 16001 à 16009 pour les engins de l’État et LZZ BD 22001 à 22003 pour ceux du Nord.
Pendant la Seconde Guerre Mondiale, Le LZZ BD 16009 est équipé d’un gazogène. Un des locotracteurs Renault ex-État est détruit lors d’un bombardement.
En 1946, les locotracteurs Renault sont regroupés et réimmatriculés sous la série Y R 13001 à 13007, en incluant l’exemplaire manquant. Les locotracteurs BDR deviennent les Y BD 16001 à 16009 et Y BD 18001 à 18003.
Entre 1938 et 1946, la SNCF remplace les moteurs diesel d'origine par des moteurs diesel Willème à 8 cylindres en ligne.

#### Modernisation
En 1960, la SNCF confie aux ateliers de Nevers la modernisation d’une partie de son parc de locotracteurs en réutilisant châssis, caisse et moteur.
Celle-ci consiste notamment au remplacement de la transmission mécanique d’origine par une nouvelle transmission hydromécanique "Asynchro" construite par les ateliers CFD de Montmirail. Cette transmission, identique à celle des Y 6020 modernisés à la même période, est constituée d’un coupleur hydraulique Ferrodo, d’une boîte de vitesses mécanique à commande pneumatique équipée d’un embrayage-frein et d’une roue libre et un inverseur réducteur Minerva. L’entrainement des essieux se fait par chaînes à rouleaux double.
Lors de ces transformations, l'ordre des anciens numéros n'est pas respecté.

### Fin de carrière
Quelques exemplaires sont revendus à des utilisateurs privés. Le Chemin de fer Mamers - Saint-Calais rachète en 1972 les locotracteurs Y 7029 et Y 7035, qui sont respectivement numérotés 12 et 11. Après la fermeture, ces deux exemplaires sont rachetés par la société Patry. Toute la série est radiée par le dernier élément Y 7038 le 20 février 1979.

## Effectifs
Réseau Ouest : dix-huit locotracteurs au 1er janvier 1966 puis onze en 1973.

## Dépôts titulaires
- Achères[8],[9],[10]
- Le Mans[9],[10]

## Livrée
Les Y 7020 reçoivent après modernisation la nouvelle livrée des locotracteurs verte à bandes jaunes pour la caisse, châssis en noir puis plus tard en gris et traverses de choc en jaune.